# Mas Palà
El Mas Palà és un edifici del Palà de Torroella, al terme municipal de Navars, que fou residència dels amos de la colònia, i que és inclòs a l'Inventari del Patrimoni Arquitectònic de Catalunya.

## Descripció
La Torre de la colònia tèxtil Palà de Torroella és una interessant construcció Esteticista, amb un predomini dels conceptes i models nòrdics quant a construcció: Teulades de molt pendent, espai verd als voltants, etc. La Torre determina un cos central rectangular molt definit, de dos pisos, flanquejat per dues torres laterals de planta rectangular. La simetria és una de les característiques més destacades d'aquest conjunt, reflectida a nivells estructural i compositiu, a l'hora de distribuir els finestrals i balcons.

## Història
La colònia de Palà Vell fou fundada a finals del segle xix per Joan Palà i Valls, advocat en exercici a Barcelona, i amo del mas Palà, una masia documentada des del segle xiii, el qual va fer societat amb el seu cosí, Esteve Valls, (industrial que ja comptava amb experiència de la fàbrica de Vilafruns) i amb Manuel Arias. El 1877 la fàbrica ja funcionava a ple rendiment. La colònia es va construir en els terrenys del mas Palà, i aprofitant el salt del molí fariner de la seva propietat. El mateix mas ja es va convertir en un gran casal que feia la funció de la Torre dels amos de la colònia. Durant la Guerra Civil, aquest mas s'havia convertit en seu del comitè directiu que gestionava la fàbrica arran de la col·lectivització. Passada la contesa i amb el retorn dels propietaris, després d'una ràpida recuperació econòmica de la fàbrica, es va construir l'actual torre dels amos, al costat de la qual també es va bastir la nova església.